# Ряжская улица (Москва)
Ря́жская улица — улица на юге Москвы в районе Бирюлёво Восточное, проходящая от Бирюлёвской улицы до Липецкой улицы. Нумерация домов начинается от Бирюлёвской улицы, все дома имеют индекс 115404.

## Происхождение названия
Названа по городу Ряжск Рязанской области.

## История
Улица образована 5 апреля 1965 года, до 1960 года — называлась Ботанической. В 1973 году улица была упразднена, а название перенесено на проложенную по соседству улицу.

## Здания и сооружения
- д. 13 — Городская поликлиника № 119
- д. 13, к. 1 — Военно-спортивный клуб «Гвардеец»[3]

## Транспорт
По Ряжской улице проходят маршруты автобусов:
- с891 ст. м. Каширская
- с809 6-й микрорайон Загорья